# Dois Apaixonados
Dois Apaixonados é o décimo sétimo álbum de estúdio da dupla brasileira de música sertaneja João Mineiro & Marciano e o último da carreira deles. A dupla teve o álbum lançado pela gravadora Polygram, em 1992.

## Separação da dupla
Depois da divulgação deste álbum, João Mineiro & Marciano se separaram, por motivos até hoje não esclarecidos. O que se sabe é que Dois Apaixonados não fez tanto sucesso quanto muitos outros álbuns da dupla.

## Faixas
| N.º | Título                                   | Compositor(es)           | Duração |  |
| 1.  | "Depois Que Amanhece (No Meio da Noite)" | Martinha / César Augusto | 3:34    |  |
| 2.  | "Dois Apaixonados"                       | Jotha Luis / Marciano    | 3:27    |  |
| 3.  | "Minha Primeira Vez"                     | Darci Rossi / Marciano   | 3:36    |  |
| 4.  | "Fica Comigo"                            | Jotha Luis / Marciano    | 3:47    |  |
| 5.  | "Se Depender de Mim"                     | César Augusto / Marciano | 3:36    |  |
| 6.  | "Chá de Hortelã"                         | Darci Rossi / Marciano   | 3:34    |  |
| 7.  | "Lá Vou Eu"                              | Jotha Luis / Marciano    | 3:16    |  |
| 8.  | "Ave Ensinada"                           | Darci Rossi / Marciano   | 2:54    |  |
| 9.  | "Quando o Amor Domina"                   | Jotha Luis / Marciano    | 2:54    |  |
| 10. | "Eu Tenho Sorte"                         | Jotha Luis / Marciano    | 2:56    |  |
| 11. | "Te Amo Tanto"                           | César Augusto / Marciano | 2:38    |  |